# عندما يزهر السرخس (أوبرا)
عندما يزهر السرخس، أوبرا شعبية من ثلاثة فصول للملحن السوفييتي الأوكراني يفغين ستانكوفيتش وكاتب اليبريتو أولكسندر ستيلماشينكو، كتبت في منتصف السبعينيات ومنع عرضها في الاتحاد السوفييتي، وعرضت لأول مرة في حفلة موسيقية عام 2011 ثم على المسرح في 15 ديسمبر 2017 في دار أوبرا لفيف. يقوم العمل على نصوص لنيكولاي غوغول ومنالفولكلور الوطني والملاحم البطولية والتقاليد الشعبية.

## تاريخ
بدئ بالعمل بتعاقد مع شركة الحفلات الفرنسية أليتيبا (بالفرنسية: Alitepa)‏ لتعرض في معرض دولي في باريس، وحدد موعد للعرض الأول في قصر أوكرانيا في عام 1978 ودعي إليه ممثلون فرنسيون. ولكن أثناء التحضيرات جاءت مكالمة من موسكو من سكرتير اللجنة المركزية للحزب الشيوعي ميخائيل سوسلوف بشأن حظر المسرحية، وأتلفت الديكورات والأزياء.
ترجع هيئة تحرير مجلة «موزيكا» المنع إلى «الرغبة بتحريم أي مظهر من مظاهر الهوية العرقية»، ويشير الباحث الأوكراني ماكسيم ستريخا إلى أن قرار الحظر قد صدر في فترة التشدد السوفييتية، حيث كان فالنتين مالانتشوك، سكرتير اللجنة المركزية للحزب الشيوعي للشؤون الأيديولوجية «يكره الثقافة الأوكرانية وممثليها بشكل مرضي».
على الرغم من سقوط النظام السوفيتي في التسعينيات والاهتمام العام الكبير بالعمل، لم تعرض الأوبرا كاملة خلال 20 عامًا من استقلال أوكرانيا، حيث فقط عرضت بعض فقرات الكورال من قبل جوقات شعبية في كييف. ويرى ماكسيم ستريخا أن الإحجام عن عرض الأوبرا بعد استقلال أوكرانيا سببه كونها "لا تتناسب مع التصور الرسمي لبناء دولة أوكرانيا، وكذلك"وتركيز دار الأوبرا الوطنية من ناحية أخرى على الأعمال غربية الطابع". وكان هناك تسجيل صوتي لآخر بروفة لهذه الأوبرا بتاريخ 27 أكتوبر 1979 كان معروفًا أيضًا لدائرة صغيرة من المتخصصين.

## العرض الأول
عرضت الأوبرا لأول مرة في حفلة الموسيقية في 8 أبريل 2011، بعد 33 سنة من إنجازها، حيث قدمتها الأوركسترا السيمفونية الوطنية لأوكرانيا والجوقة الوطنية في قاعة فيلهارمونيا كييف، جزءا من مهرجان «عروض أولى للموسم».
أقيم العرض الأول على مسرح الأوبرا في دار أوبرا لفيف الوطنية في ديسمبر 2017، وأدرج هذا الإنتاج في قائمة العروض الدائمة فيها. يشارك في هذه الأوبرا أكثر من 400 شخص، وتتكون الجوقة من 80 مؤدّ.

## مميزات الأوبرا
تعتبر أوبرا «عندما يتفتح السرخس» أنموذجا للـ «نيو -فولكلور» في الأوبرا، وهي مبتكرة من عدة نواحٍ، فلأول مرة في جمع الملحن صوت الجوقة السيمفونية بغناء الكورال الشعبي الأصيل وتقاليد الفولكلور القديمة، مع وسائل التعبير الطليعية، وأدخل الآلات الشعبية في موسيقى الأوركسترا.
jشير الباحثm ستانكوفيتش-سبولسكا في أطروحتها عن هذه الأوبرا (2005) إلى افتقار العمل إلى التكامل الدلالي والاكتمال، وبنائه على أساس مادة الأغنية الشعبية، والأصالة المعجمية، والأسلوبية الساطعة، والدافع لتكرار الحبكة و «الذروات» الظرفية، والتنوع وحتى الارتجال في تسلسل المحتوى. يشير التحليل حسب فن ما بعد الحداثة إلى تقسيم طبقي للمحتوى، حيث يحدث الفعل بعدة طرق مختلفة و «متغيرة» بالمعنى الزمني للثقافة والزمان، لا تتقاطع مع الحبكة، ولكن على مستويات منسقة على أساس أيديولوجي رمزي ومركّب.
تتميز هذه الأوبرا بكثافة الصور والرموز، حيث ترمز مشاهدها ورقصات الباليه إلى مناسبات وطنية معينة، وتستمد موسيقاها من الأغاني الشعبية الأوكرانية.